# British Academy Film Award du meilleur film britannique

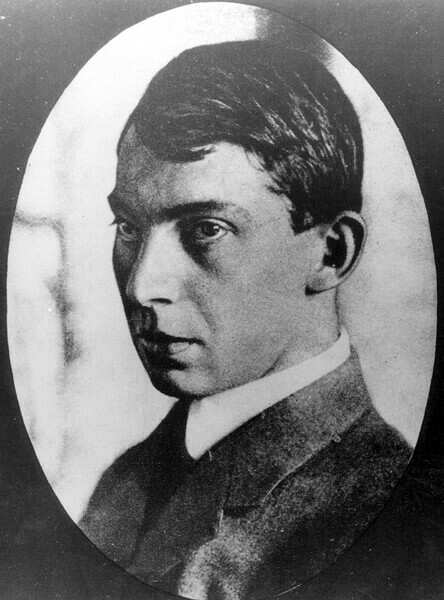
Alexander Korda, en l'honneur duquel le prix a été nommé entre 1993 et 2009.

Le British Academy Film Award du meilleur film britannique (British Academy Film Award for Best British Film) est une récompense cinématographique britannique décernée depuis 1948 par la British Academy of Film and Television Arts (BAFTA) lors de la cérémonie annuelle des British Academy Film Awards.
Elle était nommée Alexander Korda Award de 1993 à 2009.
Évolution des catégories :
- British Academy Film Award du meilleur film (depuis 1948)
- British Academy Film Award du meilleur film britannique (de 1948 à 1968 puis à partir de 1993)
- British Academy Film Award du meilleur film étranger (depuis 1983)

## Introduction
La BAFTA a modifié les titres et l'organisation des catégories pour le meilleur film depuis 1948.
Jusqu'en 1968, deux récompenses du meilleur film étaient décernées chaque année : Meilleur film britannique et Meilleur film (toutes sources) (pour les films non britanniques). Il a été possible pour les films britanniques d'être nommé dans les deux catégories et, parfois, de gagner les deux récompenses. À partir de 1969, ces prix ont été remplacés par le seul British Academy Film Award du meilleur film et les films britanniques n'étaient plus distingués des autres.
En 1985, le BAFTA a commencé à séparer les films en langue anglaise des films en d'autres langues, en créant la récompense du Meilleur film en langue étrangère. En 1988, son titre a été changé en Meilleur film en langue non-anglaise ou plus communément Meilleur film étranger. Comme avant, il est possible pour les films en langue étrangère d'être nommés en même temps pour le Meilleur film, mais à ce jour, aucun film a remporté les deux catégories.
En 1993, un prix du meilleur film britannique a été rétabli avec la création de l’Alexander Korda Award du meilleur film britannique, du nom du célèbre réalisateur britannique Alexander Korda.
Jusqu'en 1981, le prix était remis au réalisateur. De 1981 à 1985, il a été remis uniquement aux producteurs, puis en 1986 il a été partagé entre le réalisateur et les producteurs. Depuis 1998, il est remis une fois de plus aux seuls producteurs.

## Palmarès
Note : les gagnants sont indiqués en gras. Les années indiquées sont celles au cours desquelles la cérémonie a eu lieu, soit l'année suivant leur sortie en salles (au Royaume-Uni).
Le symbole « ♕ » rappelle le gagnant et « ♙ » une nomination à l'Oscar du meilleur film la même année.
« Réal. » indique le réalisateur et « Prod. » le producteur (si différent).

### Années 1940
De 1948 à 1968 : Meilleur film britannique.
- 1948 : Huit Heures de sursis (Odd Man Out) – Réal. : Carol Reed

- 1949 : Première Désillusion (The Fallen Idol) – Réal. : Carol Reed
  - Hamlet – Réal. : Laurence Olivier
  - Oliver Twist – Réal. : David Lean ; Prod. : Ronald Neame
  - Once a Jolly Swagman – Réal. : Jack Lee ; Prod. : Ian Dalrymple
  - Les Chaussons rouges (The Red Shoes) – Réal. : Michael Powell et Emeric Pressburger ♙
  - L'Épopée du capitaine Scott (Scott of the Antarctic) – Réal. : Charles Frend ; Prod. : Michael Balcon
  - Heures d'angoisse (The Small Voice) – Réal. : Fergus McDonell ; Prod. : Anthony Havelock-Allan

### Années 1950
- 1950 : Le Troisième Homme (The Third Man) – Réal. : Carol Reed
  - Noblesse oblige (Kind Hearts and Coronets) – Réal. : Robert Hamer ; Prod. : Michael Balcon
  - Passeport pour Pimlico (Passport to Pimlico) – Réal. : Henry Cornelius ; Prod. : Michael Balcon
  - La Reine des cartes (The Queen of Spades) – Réal. : Thorold Dickinson ; Prod. : Anatole de Grunwald
  - De la coupe aux lèvres (A Run for Your Money) – Réal. : Charles Frend ; Prod. : Michael Balcon
  - La Mort apprivoisée (The Small Back Room) – Réal. : Michael Powell et Emeric Pressburger
  - Whisky à gogo (Whisky Galore!) – Réal. : Alexander Mackendrick ; Prod. : Michael Balcon

- 1951 : La Lampe bleue (The Blue Lamp) – Réal. : Basil Dearden ; Prod. : Michael Balcon
  - Chance of a Lifetime – Réal. : Bernard Miles
  - La nuit commence à l'aube (Morning Departure) – Réal. : Roy Ward Baker ; Prod. : Jay Lewis
  - Ultimatum (Seven Days to Noon) – Réal. : John Boulting et Roy Boulting
  - Secret d'État (State Secret) – Réal. : Sidney Gilliat ; Prod. : Frank Launder
  - The Wooden Horse – Réal. : Jack Lee ; Prod. : Ian Dalrymple

- 1952 : De l'or en barre (The Lavender Hill Mob) – Réal. : Charles Crichton ; Prod. : Michael Balcon
  - L'Ombre d'un homme (The Browning Version) – Réal. : Anthony Asquith ; Prod. : Teddy Baird
  - La Boîte magique (The Magic Box) – Réal. : John Boulting ; Prod. : Ronald Neame
  - La Soupe à la citrouille (The Magic Garden) – Réal. : Donald Swanson
  - L'Homme au complet blanc (The Man in the White Suit) – Réal. : Alexander Mackendrick ; Prod. : Michael Balcon
  - No Resting Place – Réal. : Paul Rotha Colin Lesslie
  - The Small Miracle – Réal. : Maurice Cloche et Ralph Smart ; Prod. : Anthony Havelock-Allan
  - Des hommes comme les autres (White Corridors) – Réal. : Pat Jackson ; Prod. : John Croydon et Joseph Janni

- 1953 : Le Mur du son (The Sound Barrier) – Réal. : David Lean
  - Angels One Five – Réal. : George More O'Ferrall ; Prod. : John W. Gossage et Derek N. Twist
  - Pleure, ô pays bien-aimé (Cry, the Beloved Country) – Réal. : Zoltan Korda ; Prod. : Alan Paton
  - Mandy – Réal. : Alexander Mackendrick et Fred F. Sears ; Prod. : Michael Balcon et Leslie Norman
  - Le Banni des îles (Outcast of the Islands) – Réal. : Carol Reed
  - Le Fleuve (The River) – Réal. : Jean Renoir ; Prod. : Kenneth McEldowney

- 1954 : Geneviève (Genevieve) – Réal. : Henry Cornelius
  - La Mer cruelle (The Cruel Sea) – Réal. : Charles Frend ; Prod. : Leslie Norman
  - Le Fond du problème (The Heart of the Matter) – Réal. : George More O'Ferrall ; Prod. : Ian Dalrymple
  - Les Kidnappers (The Kidnappers) – Réal. : Philip Leacock ; Prod. : Sergei Nolbandov et Leslie Parkyn
  - Moulin Rouge – Réal. : John Huston ; Prod. : John Woolf et James Woolf ♙

- 1955 : Chaussure à son pied (Hobson's Choice) – Réal. : David Lean
  - Carrington V.C. – Réal. : Anthony Asquith ; Prod. : Teddy Baird
  - Les Hommes ne comprendront jamais (The Divided Heart) – Réal. : Charles Crichton ; Prod. : Michael Truman
  - Toubib or not Toubib (Doctor in the House) – Réal. : Ralph Thomas ; Prod. : Betty E. Box
  - For Better, for Worse – Réal. : J. Lee Thompson ; Prod. : Kenneth Harper
  - The Maggie – Réal. : Alexander Mackendrick ; Prod. : Michael Truman
  - La Flamme pourpre (The Purple Plain) – Réal. : Robert Parrish ; Prod. : John Bryan
  - Roméo et Juliette (Romeo and Juliet) – Réal. : Renato Castellani ; Prod. : Sandro Ghenzi et Joseph Janni

- 1956 : Richard III – Réal. : Laurence Olivier
  - Les Indomptables de Colditz (The Colditz Story) – Réal. : Guy Hamilton ; Prod. : Ivan Foxwell
  - Les Briseurs de barrages (The Dam Busters) – Réal. : Michael Anderson
  - Tueurs de dames (The Ladykillers) – Réal. : Alexander Mackendrick ; Prod. : Seth Holt et Michael Balcon
  - The Night My Number Came Up – Réal. : Leslie Norman ; Prod. : Michael Balcon
  - L'Emprisonné (The Prisoner) – Réal. : Peter Glenville ; Prod. : Vivian Cox
  - Simba – Réal. : Brian Desmond Hurst ; Prod. : Peter De Sarigny

- 1957 : Vainqueur du ciel (Reach for the Sky) – Réal. : Lewis Gilbert ; Prod. : Daniel M. Angel
  - La Bataille du Rio de la Plata (The Battle of the River Plate) – Réal. : Michael Powell et Emeric Pressburger
  - L'Homme qui n'a jamais existé (The Man Who Never Was) – Réal. : Ronald Neame ; Prod. : André Hakim
  - Ma vie commence en Malaisie (A Town Like Alice) – Réal. : Jack Lee ; Prod. : Joseph Janni
  - Peine capitale (Yield to the Night) – Réal. : J. Lee Thompson ; Prod. : Kenneth Harper

- 1958 : Le Pont de la rivière Kwaï (The Bridge on the River Kwai) – Réal. : David Lean ; Prod. : Sam Spiegel ♕
  - Le Prince et la Danseuse (The Prince and the Showgirl) – Réal. : Laurence Olivier
  - The Shiralee – Réal. : Leslie Norman ; Prod. : Michael Balcon et Jack Rix
  - Alerte en Extrême-Orient (Windom's Way) – Réal. : Ronald Neame ; Prod. : John Bryan

- 1959 : Les Chemins de la haute ville (Room at the Top) – Réal. : Jack Clayton ; Prod. : James Woolf et John Woolf ♙
  - Ice-Cold in Alex – Réal. : J. Lee Thompson ; Prod. : W.A. Whittaker
  - Indiscret (Indiscreet) – Réal. : Stanley Donen
  - Ordres d'exécution (Orders to Kill) – Réal. : Anthony Asquith ; Prod. : Anthony Havelock-Allan
  - Les Diables du désert (Sea of Sand) – Réal. : Guy Green ; Prod. : Robert S. Baker et Monty Berman

### Années 1960
- 1960 : Opération Scotland Yard (Sapphire) – Réal. : Basil Dearden ; Prod. : Michael Relph
  - Les Corps sauvages (Look Back in Anger) – Réal. : Tony Richardson ; Prod. : Harry Saltzman
  - Aux frontières des Indes (North West Frontier) – Réal. : J. Lee Thompson ; Prod. : Marcel Hellman
  - Les Yeux du témoin (Tiger Bay) – Réal. : J. Lee Thompson ; Prod. : John Hawkesworth, Leslie Parkyn et Julian Wintle
  - Section d'assaut sur le Sittang (Yesterday's Enemy) – Réal. : Val Guest ; Prod. : Michael Carreras

- 1961 : Samedi soir, dimanche matin (Saturday Night and Sunday Morning) – Réal. : Karel Reisz ; Prod. : Tony Richardson
  - Le Silence de la colère (The Angry Silence) – Réal. : Guy Green ; Prod. : Richard Attenborough et Bryan Forbes
  - The Trials of Oscar Wilde – Réal. : Ken Hughes ; Prod. : Irving Allen, Albert R. Broccoli et Harold Huth
  - Les Fanfares de la gloire (Tunes of Glory) – Réal. : Ronald Neame ; Prod. : Colin Lesslie

- 1962 : Un goût de miel (A Taste of Honey) – Réal. : Tony Richardson
  - Les Innocents (The Innocents) – Réal. : Jack Clayton
  - La Patrouille égarée (The Long and the Short and the Tall) – Réal. : Leslie Norman ; Prod. : Michael Balcon
  - Horizons sans frontières (The Sundowners) – Réal. : Fred Zinnemann ; Prod. : Gerry Blatner
  - Le Vent garde son secret (Whistle Down the Wind) – Réal. : Bryan Forbes ; Prod. : Richard Attenborough

- 1963 : Lawrence d'Arabie (Lawrence of Arabia) – Réal. : David Lean ; Prod. : Sam Spiegel ♕
  - Billy Budd – Réal. : Peter Ustinov
  - A Kind of Loving – Réal. : John Schlesinger ; Prod. : Joseph Janni
  - La Chambre indiscrète (The L-Shaped Room) – Réal. : Bryan Forbes ; Prod. : Richard Attenborough et James Woolf
  - On n'y joue qu'à deux (Only Two Can Play) – Réal. : Sidney Gilliat ; Prod. : Leslie Gilliat

- 1964 : Tom Jones – Réal. : Tony Richardson ♙
  - Billy le menteur (Billy Liar) – Réal. : John Schlesinger ; Prod. : Joseph Janni
  - The Servant – Réal. : Joseph Losey ; Prod. : Norman Priggen
  - Le Prix d'un homme (This Sporting Life) – Réal. : Lindsay Anderson ; Prod. : Karel Reisz

- 1965 : Docteur Folamour ou : comment j'ai appris à ne plus m'en faire et à aimer la bombe (Dr. Strangelove Or: How I Learned To Stop Worrying And Love The Bomb) – Réal. : Stanley Kubrick ♙
  - Becket – Réal. : Peter Glenville ; Prod. : Hal B. Wallis ♙
  - Le Mangeur de citrouilles (The Pumpkin Eater) – Réal. : Jack Clayton ; Prod. : James Woolf
  - Le Train (The Train) – Réal. : John Frankenheimer ; Prod. : Jules Bricken

- 1966 : Ipcress – Danger immédiat (The Ipcress File) – Réal. : Sidney J. Furie ; Prod. : Harry Saltzman
  - Darling – Réal. : John Schlesinger ; Prod. : Joseph Janni ♙
  - La Colline des hommes perdus (The Hill) – Réal. : Sidney Lumet ; Prod. : Kenneth Hyman
  - Le Knack... et comment l'avoir (The Knack …and How to Get It) – Réal. : Richard Lester ; Prod. : Oscar Lewenstein

- 1967 : L'Espion qui venait du froid (The Spy Who Came In From The Cold) – Réal. : Martin Ritt
  - Alfie le dragueur (Alfie) – Réal. : Lewis Gilbert ♙
  - Georgy Girl – Réal. : Silvio Narizzano ; Prod. : Robert A. Goldston et Otto Plaschkes
  - Morgan (Morgan: A Suitable Case for Treatment) – Réal. : Karel Reisz ; Prod. : Leon Clore

- 1968 : Un homme pour l'éternité (A Man For All Seasons) – Réal. : Fred Zinnemann ♕
  - Accident – Réal. : Joseph Losey ; Prod. : Norman Priggen
  - Blow-Up – Réal. : Michelangelo Antonioni ; Prod. : Carlo Ponti
  - M.15 demande protection (The Deadly Affair) – Réal. : Sidney Lumet

De 1969 à 1993 : fusion de Meilleur film et Meilleur film britannique fusionnés en une seule catégorie : Meilleur film.

### Années 1990
De 1993 à 2009 : Alexander Korda Award du meilleur film britannique.
- 1993 : The Crying Game – Réal. : Neil Jordan ; Prod. : Stephen Woolley ♙

- 1994 : Les Ombres du cœur (Shadowlands) – Réal. : Richard Attenborough ; Prod. : Brian Eastman
  - Tom & Viv – Réal. : Brian Gilbert ; Prod. : Marc Samuelson, Harvey Kass et Peter Samuelson
  - Naked – Réal. : Mike Leigh ; Prod. : Simon Channing-Williams
  - Raining Stones – Réal. : Ken Loach ; Prod. : Sally Hibbin

- 1995 : Petits meurtres entre amis (Shallow Grave) – Réal. : Danny Boyle ; Prod. : Andrew Macdonald
  - Backbeat : Cinq Garçons dans le vent – Réal. : Iain Softley ; Prod. : Finola Dwyer
  - Bhaji, une balade à Blackpool (Bhaji on the Beach) – Réal. : Gurinder Chadha ; Prod. : Nadine Marsh-Edwards
  - Prêtre (Priest) – Réal. : Antonia Bird ; Prod. : George S. J. Faber

- 1996 : La Folie du roi George (The Madness of King George) – Réal. : Nicholas Hytner ; Prod. : Stephen Evans et David Parfitt
  - Carrington – Réal. : Christopher Hampton ; Prod. : Ronald Shedlo et John McGrath
  - Trainspotting – Réal. : Danny Boyle ; Prod. : Andrew Macdonald
  - Land and Freedom – Réal. : Ken Loach ; Prod. : Rebecca O'Brien

- 1997 : Secrets et Mensonges (Secrets & Lies) – Réal. : Mike Leigh ; Prod. : Simon Channing-Williams
  - Richard III – Réal. : Richard Loncraine ; Prod. : Lisa Katselas Paré et Stephen Bayly
  - Les Virtuoses (Brassed Off) – Réal. : Mark Herman ; Prod. : Steve Abbott (en)
  - Carla's Song – Réal. : Ken Loach ; Prod. : Sally Hibbin

- 1998 : Ne pas avaler (Nil by Mouth) – Réal. : Gary Oldman ; Prod. : Luc Besson et Douglas Urbanski
  - 24 heures sur 24 (Twenty four seven) – Réal. : Shane Meadows ; Prod. : Imogen West
  - La Dame de Windsor (Mrs. Brown) – Réal. : John Madden ; Prod. : Sarah Curtis
  - The Full Monty - Le Grand Jeu (The Full Monty) – Réal. : Peter Cattaneo ; Prod. : Uberto Pasolini ♙
  - Le Petit Monde des Borrowers (The Borrowers) – Réal. : Peter Hewitt ; Prod. : Tim Bevan, Eric Fellner et Rachel Talalay
  - Renaissance (Regeneration) – Réal. : Gillies MacKinnon ; Prod. : Allan Scott et Peter R. Simpson

- 1999 : Elizabeth – Réal. : Shekhar Kapur ; Prod. : Alison Owen, Eric Fellner et Tim Bevan ♙
  - Hilary et Jackie (Hilary and Jackie) – Réal. : Anand Tucker ; Prod. : Andy Paterson et Nicolas Kent
  - Little Voice – Réal. : Mark Herman ; Prod. : Elizabeth Karlsen
  - Arnaques, Crimes et Botanique (Lock, Stock and Two Smoking Barrels) – Réal. : Guy Ritchie ; Prod. : Matthew Vaughn
  - Pile & face (Sliding Doors) – Réal. : Peter Howitt ; Prod. : Sydney Pollack, Philippa Braithwaite et William Horberg

### Années 2000
- 2000 : Fish and Chips (East Is East) – Réal. : Damien O'Donnell ; Prod. : Leslee Udwin
  - Coup de foudre à Notting Hill (Notting Hill) – Réal. : Roger Michell ; Prod. : Duncan Kenworthy (en)
  - Topsy-Turvy – Réal. : Mike Leigh ; Prod. : Simon Channing-Williams
  - Wonderland – Réal. : Michael Winterbottom ; Prod. : Michele Camarda et Andrew Eaton (en)
  - Ratcatcher – Réal. : Lynne Ramsay ; Prod. : Gavin Emerson
  - Onegin – Réal. : Martha Fiennes ; Prod. : Ileen Maisel et Simon Bosanquet

- 2001 : Billy Elliot – Réal. : Stephen Daldry ; Prod. : Greg Brenman et Jonathan Finn
  - Chicken Run – Réal. : Nick Park ; Prod. : Peter Lord et David Sproxton
  - Sexy Beast – Réal. : Jonathan Glazer ; Prod. : Jeremy Thomas
  - Transit Palace (Last Resort) – Réal. : Pawel Pawlikowski ; Prod. : Ruth Caleb
  - Chez les heureux du monde (The House of Mirth) – Réal. : Terence Davies ; Prod. : Olivia Stewart

- 2002 : Gosford Park – Réal. : Robert Altman ; Prod. : Bob Balaban et David Levy ♙
  - Le Journal de Bridget Jones (Bridget Jones's Diary) – Réal. : Sharon Maguire ; Prod. : Tim Bevan, Eric Fellner et Jonathan Cavendish (en)
  - Harry Potter à l'école des sorciers (Harry Potter and the Philosopher's Stone) – Réal. : Chris Columbus ; Prod. : David Heyman
  - Iris – Réal. : Richard Eyre ; Prod. : Robert Fox et Scott Rudin
  - Me Without You – Réal. : Sandra Goldbacher ; Prod. : Finola Dwyer

- 2003 : The Warrior – Réal. : Asif Kapadia ; Prod. : Bertrand Faivre
  - The Hours – Réal. : Stephen Daldry ; Prod. : Scott Rudin et Robert Fox
  - Dirty Pretty Things – Réal. : Stephen Frears ; Prod. : Tracey Seaward et Robert Jones
  - Joue-la comme Beckham (Bend It Like Beckham) – Réal. : Gurinder Chadha ; Prod. : Deepak Nayar
  - The Magdalene Sisters – Réal. : Peter Mullan ; Prod. : Frances Higson

- 2004 : La Mort suspendue (Touching the Void) – Réal. : Kevin Macdonald ; Prod. : John Smithson
  - Retour à Cold Mountain (Cold Mountain) – Réal. : Anthony Minghella ; Prod. : Sydney Pollack, William Horberg et Albert Berger
  - La Jeune Fille à la perle (Girl with a Pearl Earring) – Réal. : Peter Webber ; Prod. : Anand Tucker et Andy Paterson
  - Love Actually – Réal. : Richard Curtis ; Prod. : Duncan Kenworthy (en), Tim Bevan et Eric Fellner
  - In This World – Réal. : Michael Winterbottom ; Prod. : Andrew Eaton (en), Anita Overland

- 2005 : My Summer of Love – Réal. : Pawel Pawlikowski ; Prod. : Tanya Seghatchian et Chris Collins
  - Vera Drake – Réal. : Mike Leigh ; Prod. : Simon Channing-Williams et Alain Sarde
  - Harry Potter et le Prisonnier d'Azkaban (Harry Potter and the Prisoner of Azkaban) – Réal. : Alfonso Cuarón ; Prod. : David Heyman, Chris Columbus et Mark Radcliffe
  - Shaun of the Dead – Réal. : Edgar Wright ; Prod. : Nira Park
  - Dead Man's Shoes – Réal. : Shane Meadows ; Prod. : Mark Herbert

- 2006 : Wallace et Gromit : Le Mystère du lapin-garou (Wallace & Gromit: The Curse of the Were-Rabbit) – Réal. : Nick Park et Steve Box ; Prod. : Claire Jennings, David Sproxton et Bob Baker
  - The Constant Gardener – Réal. : Fernando Meirelles ; Prod. : Simon Channing-Williams et Jeffrey Caine (en)
  - Orgueil et Préjugés (Pride & Prejudice) – Réal. : Joe Wright ; Prod. : Tim Bevan, Eric Fellner, Paul Webster et Deborah Moggach
  - Tournage dans un jardin anglais (A Cock and Bull Story) – Réal. : Michael Winterbottom ; Prod. : Andrew Eaton (en) et Martin Hardy
  - Festival – Réal. : Annie Griffin ; Prod. : Christopher Young

- 2007 : Le Dernier Roi d'Écosse  (The Last King of Scotland) – Réal. : Kevin Macdonald ; Prod. : Andrea Calderwood, Lisa Bryer, Charles Steel et Peter Morgan
  - The Queen – Réal. : Stephen Frears ; Prod. : Tracey Seaward, Christine Langan (en), Andy Harries et Peter Morgan ♙
  - Casino Royale – Réal. : Martin Campbell ; Prod. : Michael G. Wilson, Barbara Broccoli, Neal Purvis, Robert Wade et Paul Haggis
  - Vol 93 (United 93 ) – Réal. : Paul Greengrass ; Prod. : Tim Bevan et Lloyd Levin
  - Chronique d'un scandale (Notes on a Scandal) – Réal. : Richard Eyre ; Prod. : Scott Rudin et Robert Fox

- 2008 : This Is England – Réal. : Shane Meadows ; Prod. : Mark Herbert
  - Reviens-moi (Atonement) – Réal. : Joe Wright ; Prod. : Tim Bevan, Eric Fellner et Paul Webster
  - La Vengeance dans la peau (The Bourne Ultimatum) – Réal. : Paul Greengrass ; Prod. : Patrick Crowley, Frank Marshall, Paul L. Sandberg et Doug Liman
  - Control – Réal. : Anton Corbijn ; Prod. : Tony Wilson et Deborah Curtis
  - Les Promesses de l'ombre (Eastern Promises) – Réal. : David Cronenberg ; Prod. : Paul Webster et Robert Lantos

- 2009 : Le Funambule (Man on Wire) – Réal. : James Marsh ; Prod. : Simon Chinn
  - Hunger – Réal. : Steve McQueen ; Prod. : Laura Hastings-Smith et Robin Gutch
  - Bons baisers de Bruges (In Bruges) – Réal. : Martin McDonagh ; Prod. : Graham Broadbent et Peter Czernin
  - Mamma Mia ! (Mamma Mia!) – Réal. : Phyllida Lloyd ; Prod. : Judy Craymer, Benny Andersson et Björn Ulvaeus
  - Slumdog Millionaire – Réal. : Danny Boyle ; Prod. : Christian Colson

### Années 2010
Depuis 2010 : Meilleur film britannique.
- 2010 : Fish Tank – Réal. : Andrea Arnold ; Prod. : Kees Kasander et Nick Laws
  - Une éducation (An Education) – Réal. : Lone Scherfig ; Prod. : Finola Dwyer et Amanda Posey ♙
  - In the Loop – Réal. : Armando Iannucci ; Prod. : Kevin Loader, Adam Tandy, Jesse Armstrong, Simon Blackwell et Tony Roche
  - Moon – Réal. : Duncan Jones ; Prod. : Stuart Fenegan, Trudie Styler et Nathan Parker
  - Nowhere Boy – Réal. : Sam Taylor-Wood ; Prod. : Robert Bernstein, Douglas Rae, Kevin Loader et Matt Greenhalgh

- 2011 : Le Discours d'un roi (The King's Speech) – Réal. : Tom Hooper ; Prod. : Iain Canning, Emile Sherman et Gareth Unwin ♕
  - 127 heures (127 Hours) – Réal. : Danny Boyle ; Prod. : Christian Colson, John Smithson ♙
  - Another Year – Réal. : Mike Leigh ; Prod. : Georgina Lowe
  - We Are Four Lions (Four Lions) – Réal. : Chris Morris ; Prod. : Mark Herbert, Derrin Schlesinger
  - We Want Sex Equality (Made in Dagenham – Réal. : Nigel Cole ; Prod. : Stephen Woolley, Elizabeth Karlsen

- 2012 : La Taupe (Tinker, Tailor, Soldier, Spy) – Réal. : Tomas Alfredson ; Prod. : Tim Bevan, Eric Fellner et Robyn Slovo
  - My Week with Marilyn – Réal. : Simon Curtis ; Prod. : David Parfitt
  - Senna – Réal. : Asif Kapadia ; Prod. : Tim Bevan, Eric Fellner et James Gay-Rees
  - Shame – Réal. : Steve McQueen ; Prod. : Iain Canning et Emile Sherman
  - We Need to Talk about Kevin – Réal. : Lynne Ramsay ; Prod. : Jennifer Fox, Luc Roeg et Bob Salerno

- 2013 : Skyfall – Réal. : Sam Mendes ; Prod. : Sam Mendes, Michael G. Wilson, Barbara Broccoli, Neal Purvis, Robert Wade, John Logan
  - Anna Karénine (Anna Karenina) – Réal. : Joe Wright ; Prod. : Joe Wright, Tim Bevan, Eric Fellner, Paul Webster, Tom Stoppard
  - Indian Palace (The Best Exotic Marigold Hotel) – Réal. : John Madden ; Prod. : John Madden, Graham Broadbent, Pete Czernin, Oliver Parker
  - Les Misérables – Réal. : Tom Hooper ; Prod. : Tom Hooper, Tim Bevan, Eric Fellner, Debra Hayward, Cameron Mackintosh, William Nicholson, Alain Boublil, Claude-Michel Schönberg, Herbert Kretzmer
  - Sept psychopathes (Seven Psychopaths) – Réal. : Martin McDonagh ; Prod. : Martin McDonagh, Graham Broadbent, Pete Czernin

- 2014 : Gravity – Réal. : Alfonso Cuarón ; Prod. : Alfonso Cuarón, David Heyman, Jonás Cuarón ♙
  - Dans l'ombre de Mary (Saving Mr. Banks) – Réal. : John Lee Hancock ; Prod. : Alison Owen, Ian Collie, Philip Steuer, Kelly Marcel, Sue Smith
  - Le Géant égoïste (The Selfish Giant) – Réal. : Clio Barnard ; Prod. : Tracy O'Riordan
  - Mandela : Un long chemin vers la liberté (Mandela : Long Walk to Freedom) – Réal. : Justin Chadwick ; Prod. : Justin Chadwick, Anant Singh, David M. Thompson, William Nicholson,
  - Philomena – Réal. : Stephen Frears ; Prod. : Gabrielle Tana, Steve Coogan, Tracey Seaward ♙
  - Rush – Réal. : Ron Howard ; Prod. : Ron Howard, Andrew Eaton (en), Peter Morgan

- 2015 : Une merveilleuse histoire du temps (The Theory of Everything)
  - '71
  - Imitation Game (The Imitation Game)
  - Paddington
  - Pride
  - Under the Skin

- 2016 : Brooklyn
  - 45 Years
  - Amy
  - Danish Girl
  - Ex Machina
  - The Lobster

- 2017 : Moi, Daniel Blake (I, Daniel Blake)
  - American Honey
  - Le Procès du siècle (Denial)
  - Les Animaux fantastiques (Fantastic Beasts and Where to Find Them)
  - Notes on Blindness
  - Under the Shadow

- 2018 : Three Billboards : Les Panneaux de la vengeance (Three Billboards Outside Ebbing, Missouri)
  - Les Heures sombres (Darkest Hour)
  - La Mort de Staline (The Death of Stalin)
  - Seule la Terre (God's Own Country)
  - The Young Lady (Lady Macbeth)
  - Paddington 2

- 2019 : La Favorite - Réal : Yórgos Lánthimos ; Prod : Yórgos Lánthimos, Ceci Dempsey, Ed Guiney (en), Lee Magiday, Deborah Davis et Tony McNamara
  - Jersey Affair (Beast) - Réal : Michael Pearce ; Prod : Michael Pearce, Kristian Brodie, Lauren Dark et Ivana MacKinnon
  - Bohemian Rhapsody - Réal : Bryan Singer ; Prod : Bryan Singer, Graham King et Anthony McCarten
  - McQueen - Réal : Ian Bonhôte ; Prod : Peter Ettedgui, Andee Ryder et Nick Taussig (en)
  - Stan & Ollie - Réal : Jon S. Baird ; Prod : Jon S. Baird, Faye Ward et Jeff Pope
  - A Beautiful Day (You Were Never Really Here) - Réal : Lynne Ramsay ; Prod : Lynne Ramsay, Rosa Attab, Pascal Caucheteux et James Wilson

### Années 2020
- 2020 : 1917 de Pippa Harris, Callum McDougall, Sam Mendes, Jayne-Ann Tengren et Krysty Wilson-Cairns
  - Bait de Mark Jenkin, Kate Byers et Linn Waite
  - Pour Sama (For Sama) de Waad al-Kateab, et Edward Watts
  - Rocketman de Dexter Fletcher, Adam Bohling, David Furnish, David Reid, Matthew Vaughn et Lee Hall
  - Sorry We Missed You de Ken Loach, Rebecca O'Brien et Paul Laverty
  - Les Deux Papes (The Two Popes) de Fernando Meirelles, Jonathan Eirich, Dan Lin, Tracey Seaward et Anthony McCarten

- 2021 : Promising Young Woman
  - The Dig
  - The Father
  - Désigné Coupable
  - His House
  - Limbo
  - Calm with Horses
  - Mogul Mowgli
  - Rocks
  - Saint Maud

- 2022 : Belfast – Kenneth Branagh, Laura Berwick, Becca Kovacik et Tamar Thomas
  - After Love – Aleem Khan et Matthieu de Braconier
  - Ali & Ava – Clio Barnard et Tracy O'Riordan
  - The Chef  (Boiling Point) – Philip Barantini, Bart Ruspoli, Hester Ruoff et James Cummings
  - Cyrano – Joe Wright, Tim Bevan, Eric Fellner, Guy Heely et Erica Schmidt
  - Tout le monde parle de Jamie (Everybody's Talking About Jamie) – Jonathan Butterell, Peter Carlton, Mark Herbert et Tom MacRae
  - House of Gucci – Ridley Scott, Mark Huffam, Giannina Scott, Kevin J. Walsh (en), Roberto Bentivegna et Becky Johnston
  - Last Night in Soho – Edgar Wright, Tim Bevan, Eric Fellner, Nira Park et Krysty Wilson-Cairns
  - Mourir peut attendre (No Time to Die) – Cary Joji Fukunaga, Barbara Broccoli, Michael G. Wilson, Neal Purvis, Robert Wade et Phoebe Waller-Bridge
  - Clair-obscur (Passing) – Rebecca Hall, Margot Hand, Nina Yang Bongiovi et Forest Whitaker

- 2023 : Les Banshees d'Inisherin – Graham Broadbent, Pete Czernin et Martin McDonagh
  - Aftersun – Charlotte Wells
  - Brian and Charles – Jim Archer, Rupert Majendie, David Earl et Chris Hayward
  - Empire of Light – Sam Mendes et Pippa Harris
  - Mes rendez-vous avec Leo (Good Luck to You, Leo Grande) – Sophie Hyde, Debbie Gray, Adrian Politowski et Katy Brand
  - Vivre (Living) – Oliver Hermanus, Elizabeth Karlsen, Stephen Woolley et Kazuo Ishiguro
  - Matilda, la comédie musicale (Roald Dahl's Matilda the Musical) – Matthew Warchus, Tim Bevan, Eric Fellner, Jon Finn, Luke Kelly et Dennis Kelly
  - Coup de théâtre (See how they run) – Tom George, Gina Carter, Damian Jones et Mark Chappell
  - Les Nageuses (The Swimmers) – Sally El Hosaini et Jack Thorne
  - The Wonder – Sebastián Lelio, Ed Guiney, Juliette Howell, Andrew Lowe, Tessa Ross, Alice Birch et Emma Donoghue

- 2024 : La Zone d'intérêt – Jonathan Glazer, James Wilson et Ewa Puszczyńska
  - Sans jamais nous connaître – Andrew Haigh, Graham Broadbent, Pete Czernin et Sarah Harvey
  - How to Have Sex – Molly Manning Walker, Emily Leo, Ivana MacKinnon et Konstantinos Kontovrakis
  - Napoléon – Ridley Scott, Mark Huffam (en), Kevin J. Walsh (en) et David Scarpa (en)
  - The Old Oak – Ken Loach, Rebecca O'Brien (en) et Paul Laverty
  - Pauvres Créatures – Yórgos Lánthimos, Ed Guiney, Andrew Lowe, Emma Stone et Tony McNamara
  - Toi et moi ? – Raine Allen-Miller (en), Yvonne Isimeme Ibazebo, Damian Jones (en), Nathan Bryon (en) et Tom Melia
  - Saltburn – Emerald Fennell, Josey McNamara et Margot Robbie
  - Scrapper – Charlotte Regan (en) et Theo Barrowclough
  - Wonka – Paul King, Alexandra Derbyshire, David Heyman et Simon Farnaby

- 2025 : Conclave – Edward Berger, Tessa Ross, Juliette Howell, Michael A. Jackman et Peter Straughan
  - Bird – Andrea Arnold, Tessa Ross, Juliette Howell et Lee Groombridge
  - Blitz – Steve McQueen, Tim Bevan, Eric Fellner et Anita Overland
  - Gladiator 2 – Ridley Scott, Douglas Wick, Lucy Fisher, Michael Pruss, David Scarpa  et Peter Craig
  - Deux sœurs (Hard Truths) – Mike Leigh et Georgina Lowe
  - Kneecap – Rich Peppiatt, Trevor Birney, Jack Tarling, Naoise Ó Cairealláin, Liam Óg Ó Hannaidh et JJ Ó Dochartaigh
  - Lee Miller – Ellen Kuras, Kate Solomon, Kate Winslet, Liz Hannah, Marion Hume, John Collee et Lem Dobbs
  - Love Lies Bleeding – Rose Glass, Andrea Cornwell, Oliver Kassman et Weronika Tofilska
  - The Outrun – Nora Fingscheidt, Sarah Brocklehurst, Dominic Norris, Jack Lowden, Saoirse Ronan, et Amy Liptrot
  - Wallace et Gromit : La Palme de la vengeance (Wallace & Gromit: Vengeance Most Fowl) – Nick Park, Merlin Crossingham, Richard Beek et Mark Burton